# Grote Prijs van Eibar 2024
De zesde editie van de wielerwedstrijd Grote Prijs van Eibar vond plaats op 26 mei 2024. De wedstrijd startte in Eibar en finishte 116,4 kilometer later op de Arrate. De wedstrijd maakte deel uit van de UCI ProSeries, met de categorie 1.Pro. Op de steile slotklim ging de Spaanse Yurani Blanco voorbij Henrietta Christie, waarna ze haar eerste profzege behaalde. Haar ploeggenote Usoa Ostolaza eindigde enkele seconden later op de tweede plaats.

## Uitslag
| Plaats  | Naam               | Ploeg                           | Tijd     |
| ------- | ------------------ | ------------------------------- | -------- |
| Winnaar | Yurani Blanco      | Laboral Kutxu-Fundación Euskadi | 3u08'07" |
| 2       | Usoa Ostolaza      | Laboral Kutxu-Fundación Euskadi | + 2"     |
| 3       | Henrietta Christie | Human Powered Health            | + 6"     |
| 4       | Mireia Benito      | Spanje                          | + 16"    |
| 5       | Mareille Meijering | Movistar                        | + 23"    |
| 6       | Karolina Perekitko | Winspace                        | + 50"    |
| 7       | Awen Roberts       | Canyon//SRAM Generation         | + 1'01"  |
| 8       | Elena Hartmann     | Roland                          | z.t.     |
| 9       | Ane Santesteban    | Laboral Kutxu-Fundación Euskadi | + 1'14"  |
| 10      | Paula Patiño       | Movistar                        | + 1'16"  |
| 11      | Selene Colombi     | BePink-Bongioanni               | + 1'23"  |
| 12      | Marit Raaijmakers  | Human Powered Health            | + 1'30"  |
| 13      | Floortje Mackaij   | Movistar                        | + 1'38"  |
| 14      | Olivia Baril       | Movistar                        | + 1'45"  |
| 15      | Elisa Valtulini    | BePink-Bongioanni               | + 2'01"  |
| 16      | Ariana Gilabert    | Eneicat-CMTeam                  | + 2'25"  |
| 17      | Lourdes Oyarbide   | Laboral Kutxu-Fundación Euskadi | + 2'32"  |
| 18      | Linda Zanetti      | Human Powered Health            | + 2'33"  |
| 19      | Maude Le Roux      | Canyon//SRAM Generation         | + 2'55"  |
| 20      | Sheyla Gutiérrez   | Movistar                        | + 3'05"  |